# Rudolf Peterke
Rudolf Peterke (* 7. Dezember 1945 in Mariánské Lázně, Tschechoslowakei) ist ein deutscher Politiker. Als Abgeordneter der CSU gehörte er von 1996 bis 2008 dem Bayerischen Landtag an.

## Leben
Rudolf Peterke trat 1964 nach dem Besuch der Volksschule und der Berufsschule in den mittleren Dienst der Bayerischen Polizei ein. Von 1972 an übernahm er im Polizeipräsidium Oberbayern Spezial- und Führungsaufgaben im Bereich der Rauschgiftkriminalität und des Organisierten Verbrechens. Nach dem Diplom als Verwaltungswirt wurde er in den gehobenen Dienst befördert.
Seine politische Karriere begann 1981 mit dem Eintritt in die CSU. Drei Jahre später übernahm er im Stadtrat von Schrobenhausen sein erstes politisches Mandat und dort 1987 den Vorsitz der CSU-Fraktion. Bei den Kommunalwahlen 1990 wurde Peterke in den Kreistag des Landkreises Neuburg-Schrobenhausen und zum 3. Bürgermeister der Stadt Schrobenhausen gewählt. 
Am 1. August 1996 rückte er als Nachfolger für den aus dem Landtag ausgeschiedenen Rudolf Engelhard über die Wahlliste Oberbayern in den Bayerischen Landtag nach und zog auch bei den Wahlen 1998 und 2003 in das Parlament ein. In der letzten Legislaturperiode war er Mitglied im Ausschuss für kommunale Fragen und Innere Sicherheit sowie Mitglied des Parlamentarischen Kontrollgremiums. Seiner Fraktion diente er als Sprecher für Polizeifragen.
Bei den Landtagswahlen 2008 konnte er als Listenkandidat des Bezirks Oberbayern aufgrund der hohen Verluste der CSU nicht wieder in den Landtag einziehen.

## Auszeichnungen
- 2002: Silberne Bürgermedaille der Stadt Schrobenhausen
- 2007: Bayerischer Verdienstorden
- 2008: Bayerische Verfassungsmedaille in Silber